# Anton Westerlaken
Anton Westerlaken (Zuilichem, 13 februari 1955 – Rotterdam, 31 maart 2017) was een Nederlands bestuurder. De meeste bekendheid kreeg hij als voorzitter van het Christelijk Nationaal Vakverbond.

## Jeugd en start loopbaan
Anton Westerlaken groeide op in de Bommelerwaard, in een orthodox-protestants gezin behorend tot de behoudende flank van de Nederlandse Hervormde Kerk. Zijn werkzame carrière begon hij als baliemedewerker bij de Raiffeisenbank in Haaften waarna hij naar de gemeentepolitie van Rotterdam is gegaan. Daarna werd hij kaderlid, eerst bij de BCPA (Bond voor Christelijke Politie Ambtenaren), die later met de katholieke politiebond St. Michaël fuseerde tot de Algemeen Christelijke Politiebond (ACP).

## Voorzitter CNV
In 1986 trad hij toe als lid van het bestuur van de christelijke werknemersorganisatie Christelijk Nationaal Vakverbond (CNV). In juli 1992 voltooide hij een studie rechten en werd hij bestuursvoorzitter van het CNV als opvolger van Henk Hofstede. Hij hield in die functie herhaaldelijk pleidooien voor eigen verantwoordelijkheid van werknemers en ging discussies over verlaging van het minimumloon en beperking van de koopkracht niet uit de weg. Veelbesproken werd een vraag van hem in november 1992: of het wellicht verstandig zou zijn om vijf jaar "pas op de plaats te maken" en de opbrengst uit die loonmatiging te investeren in onderwijs en kwaliteit van de samenleving. Dit werd razendsnel in de media uitgemeten als een voorstel en mondde via een maatschappelijke discussie zelfs in de politiek uit als het 'plan Westerlaken'.
Westerlaken continueerde ook de relaties van het CNV met de vakbeweging in de derde wereld. Zo bestonden er vanouds banden tussen het CNV en de vakbeweging in Indonesië. In de jaren tachtig kwam het CNV in contact met een jongere generatie vakbondsleiders, geleid door Mochtar Pakpahan. Westerlaken ging daarom zelf naar Indonesië en onderzocht de vakbondssituatie ter plekke. Hij nam deel aan vakbondsbijeenkomsten en zag de repressie tegen de onafhankelijke vakcentrale SBSI. Op elke bijeenkomst van deze jonge vakcentrale was een agent van de geheime politie aanwezig. Voorzitter Pakpahan was toen al verschillende malen in de gevangenis gegooid en Westerlaken bezocht hem daar. In nationaal en internationaal verband voerde Westerlaken actie voor zijn vrijlating.
Na zijn aantreden verbeterde de band tussen het CNV en de FNV. Samen met deze aanzienlijk grotere vakbond trok Westerlaken op tegen het beleid van het eerste paarse kabinet. Zijn visie en stijl riepen soms ook weerstand binnen het CNV op. Zo kwam hij hard in aanvaring met ambtenarenbond CFO nadat hij akkoord was gegaan met een miljardenbezuiniging bij de overheid. In zijn tijd groeide het CNV in zes jaar met 45.000 leden naar een ledental van 365.000. In december 1998 werd hij opgevolgd door Doekle Terpstra.

## Na de vakbond
Op 1 januari 1999 begon Westerlaken als bestuursvoorzitter van 's Heeren Loo Zorggroep, een zorgaanbieder voor verstandelijk gehandicapten.
Per 1 november 2007 werd Westerlaken lid van de Raad van Bestuur van het universitair medisch centrum Erasmus MC, waarin hij onder meer de portefeuilles patiëntenzorg, nieuwbouw en huisvesting in beheer had.
Op 1 januari 2012 werd hij bestuursvoorzitter van het Maasstad Ziekenhuis in Rotterdam. Westerlaken moest daar orde op zaken stellen na grote problemen: in het ziekenhuis leidde in 2010-2011 de uitbraak van de Klebsiella Oxa-48-bacterie tot grote medische risico's. In december 2016 moest hij zijn functies neerleggen wegens ziekte. Eind maart 2017 overleed Westerlaken op 62-jarige leeftijd. 

## Nevenfuncties
Andere functies die Westerlaken heeft bekleed:
- Duovoorzitter (met werkgeversvoorzitter Bernard Wientjes) van de Commissie Het Werkend Perspectief (2003-2007);
- Lid Raad van Toezicht Universiteit Twente;
- Lid Raad van Toezicht Vrije Universiteit/VUMC;
- Lid curatorium VNO-NCW;
- Lid Raad voor de Volksgezondheid en Zorg (tot 31 december 2007);
- Lid van de Raad van toezicht van de Stichting Toekomstscenario’s Gezondheidszorg;
- Bestuurslid Vereniging Gehandicaptenzorg Nederland (VGN);
- Commissariaat verzekeraar AXENT/AEGON;
- Commissariaat Nederlandse Financieringsmaatschappij voor Ontwikkelingslanden;
- Commissariaat Start Holding en Start Uitzendbureau B.V.;
- Commissariaat Bloemenveiling FloraHolland;
- Lid Commissie Arbeidsparticipatie (2008);
- Voorzitter programmacommissie Disability Studies (1 juli 2008);
- Lid bestuur Start Foundation (september 2008);
- Voorzitter Raad van Toezicht van de Nederlandse Stichting voor het Gehandicapte Kind (14 december 2009).

- Biografisch Portaal: 89963610
- International Standard Name Identifier: 0000 0003 9023 1349
- Nederlandse Thesaurus van Auteursnamen: 151372284
- Virtual International Authority File: 283782027
- WorldCat: E39PBJhmDW4pCYQxy3D3QfQrMP